# NGC 1060
NGC 1060 је елиптична галаксија у сазвежђу Троугао која се налази на NGC листи објеката дубоког неба.
Деклинација објекта је + 32° 25' 29" а ректасцензија 2h 43m 15,0s. Привидна величина (магнитуда) објекта NGC 1060 износи 12,0 а фотографска магнитуда 13,0. Налази се на удаљености од 66,417 милиона парсека од Сунца. NGC 1060 је још познат и под ознакама UGC 2191, MCG 5-7-35, CGCG 505-38, PGC 10302.